# Иван Докић (генерал)
Иван Докић (1882—1938) је био српски и југословенски официр, коњички бригадни генерал.

## Биографија
Рођен 1882. године од оца Лазара. Похађао је војну академију као питомац 32. класе у Краљевини Србији.
Као потпоручник, био је учесник Мајског преврата и члан Црвеног крста.
За време Првог балканског рата, учествовао је као капетан I класе у Моравској дивизији II позива, под командом пуковника Милована Недића, у Битољској битци. Након Првог светског рата, као потпуковник, био је шеф војне мисије Краљевине СХС у Бугарској, где је 1920. године, због расподеле надлежности између војне и цивилне мисије, био у сукобима са новопостављеним цивилним делегатом Владе, Митом Димитријевићем.
Активна служба у војсци Краљевине Југославије му је престала 1936. године, у чину коњичког бригадног генерала.